# アルフレッド・レッティエリ
アルフレッド・レッティエリ（Alfred Lettieri、通称：アル・レッティー (Al Lettier)、1928年2月24日 - 1975年10月18日）はアメリカ合衆国の俳優。

## 履歴
ニューヨーク州ニューヨーク市生まれ。高校時代に演劇に興味を持つようになり、リー・ストラスバーグに勧められ舞台俳優としてデビューする。その後にロサンゼルスで“Wild Seed”で映画にデビューしている。実際の最初の役は1958年『ペティ・マンション』で演じた逃亡中の看護師の患者のアーサー･ストロームの役であったが、同作品ではアンソニー・レティエールの名でクレジットされている。しかしながらその後は下積み生活が続く。
1972年公開の『ゴッドファーザー』でマーロン・ブランドやアル・パチーノと共演。ヴィトー・コルレオーネを暗殺しようとしたバージル・ソロッツォの役を好演し注目を浴びる。
その後、『ゲッタウェイ』（1972年）でスティーブ・マックイーン、『マジェスティック』（1974年）でチャールズ・ブロンソン、『マックQ』（1974年）でジョン・ウェインと共演。1972年にはギャング映画リチャード・バートンとイアン・マクシェーンと共演した『Villain』のために脚本の作成に加わっている。
やっと芽が出るようになったが、これからという1975年、心臓発作で2人の子供を残して47歳の若さで早世した。

## トリビア
レッティエリは生涯にギャング作品に出演したが、実際に彼の周辺にはマフィアの影がちらつく。例えば姉のジーン（1926年—2017年）はマフィアの構成員パスクアーレ・エボリと結婚している。彼はニューヨーク五大ファミリーの一つジェノヴェーゼ一家のボストーマス・エボリの弟であった。彼は1976年に車を遺して失踪した。

## 出演
- 荒野のライフル（1971年）
- ゴッドファーザー（1972年） - バージル・ソロッツォ
- ゲッタウェイ（1972年） - ルディ・バトラー
- 悪の紳士録（1972年）
- マックQ（1973年） - マニー・サンチャゴ
- 死の追跡（1973年） - グティエレス
- ザ・ファミリー（1973年） - ヴィンス
- マジェスティック（1974年） - フランク・レンダ
- Piedone a Hong Kong（1975年） - フランク・バレッラ
- 殺戮スコープ 凄絶!!眼球貫通男（1975年） - チーロ・サルトーリ